# David Sirakov
David Sirakov (* 14. Oktober 1975) ist ein deutscher Politikwissenschaftler. Er ist Direktor der Atlantischen Akademie Rheinland-Pfalz e.V., einer Bildungseinrichtung mit Fokus auf die transatlantischen Beziehungen. In seiner Forschung beschäftigt er sich mit der US-Innenpolitik mit besonderem Schwerpunkt auf die politische und gesellschaftliche Polarisierung und dem Aufstieg des Populismus in Europa und den USA sowie der Außenpolitik der USA, den Theorien der Internationalen Beziehungen und dem Vergleich politischer Systeme.

## Leben
Sirakov studierte Politikwissenschaft und Öffentliches Recht an der Universität Trier.
Nach dem Studienabschluss war er wissenschaftlicher Mitarbeiter im Fachgebiet Politikwissenschaft der Technischen Universität Kaiserslautern.
Im Juli 2009 wurde David Sirakov an der Technischen Universität Kaiserslautern mit einer Arbeit zu den Beziehungen zwischen Russland und den USA im Zeitraum von 2000 bis 2008 promoviert.
Von 2010 bis 2014 war er Studienleiter der Atlantischen Akademie und ist seit Januar 2015 ihr Direktor.
Im September 2016 sprach er auf Einladung der Warburg Chapters des American Council on Germany im Zuge einer Vortragsreise durch die Vereinigten Staaten über den Aufstieg und die Herausforderungen des Populismus in Europa und den USA.
Seit 2015 ist Sirakov Mitglied des Landesarbeitsausschusses der Landeszentrale für politische Bildung Rheinland-Pfalz. Er ist überdies Mitglied des Beirats des Obama Institute for Transnational American Studies der Johannes Gutenberg-Universität Mainz und gehört der USA-Expert/innengruppe der Stiftung Wissenschaft und Politik in Berlin an.

## Monographien und Sammelbände
- mit Florian Böller, Christoph M. Haas, Steffen Hagemann und Sarah Wagner (Hrsg.): Donald Trump und die Politik in den USA. Eine Zwischenbilanz. Nomos, Baden-Baden 2020, ISBN 978-3-8487-6236-1.
- Die russisch-amerikanischen Beziehungen von 2001 bis 2008. Innergesellschaftliche Präferenzbildung und exekutive Handlungsautonomie. Nomos, Wiesbaden 2010, ISBN 978-3-8329-5753-7.
- mit Werner Kremp (Hrsg.): Globaler Gesang vom Garten der Freiheit. Anglo-amerikanische Populärmusik und ihre Bedeutung für die US-Außenpolitik. WVT, Trier 2008, ISBN 978-3-86821-012-5.
- Die russische Japanpolitik in der Ära Putin. Innerstaatliche Präferenzbildung und die Kurilenfrage. Institut für Asienkunde, Hamburg 2006, ISBN 3-88910-325-1.

## Aufsätze in Zeitschriften und Sammelbänden (Auswahl)
- Bipartisanship in Decline: Die parteipolitische Polarisierung und ihre Auswirkungen auf die Außenpolitik der USA. In: Florian Böller, Steffen Hagemann, Lukas D. Herr, Marcus Müller: Weltmacht und Demokratie. Die Außen- und Sicherheitspolitik der USA nach der Ära Trump. (= Neue Amerika-Studien. Band 10). Baden-Baden, Nomos 2021, S. 95–113.(nomos-shop.de)
- mit Florian Böller und Sascha Lohmann: Ausmaß und Auswirkung parteipolitischer Polarisierung. In: Marco Overhaus (Hrsg.): State of the Union. Langfristige Trends in der US-amerikanischen Innen- und Außenpolitik und ihre Konsequenzen für Europa. SWP-Studie 2021/S 06, Juni 2021, S. 7–12. (swp-berlin.org)
- Mit Florian Böller: America First, America Alone. Innenpolitische Bedingungen der US-Außenpolitik. In: WeltTrends. 169, November 2020, S. 29–34. (shop.welttrends.de)
- Polarisierung. Ursachen und Konsequenzen. In: C. Lammert, M. Siewert, B. Vormann (Hrsg.): Handbuch Politik USA. 2. Auflage. Wiesbaden, Springer VS 2020. (springer.com)
- The Populist Moment? Populismus und Polarisierung in Zeiten Donald J. Trumps. In: F. Böller u. a.: Donald Trump und die Politik in den USA. Eine Zwischenbilanz. (= Neue Amerika-Studien. Band 6). Nomos, Baden-Baden 2020, S. 17–40. (nomos-elibrary.de)
- Mit Sarah Wagner: Untergang der liberalen Weltordnung? Die Außenpolitik von Donald Trump in der außerschulischen politischen Bildung. In: Journal für politische Bildung. 3/2018, S. 68–72. (wochenschau-verlag.de)
- Soft Power. Die Bedeutung der Musik in der amerikanischen Außenpolitik. In: Musikforum: Innen und Außen. Wo Abgrenzung aufhört und Dialog beginnt. 3/2013, S. 24–25. (musikrat.de)